# Anzar
Anzar és un déu de la mitologia amaziga de l'Àfrica del Nord, déu de la pluja i l'aigua, que exerceix un paper destacat en ella, com és el cas de tots els déus de la pluja en el món mesoamericà, grec, romà i egípci.

## La mitologia
Anzar, sovint anomenat Agellid n Ugfur (El rei de la pluja), és el déu del cel, les aigües, els rius, els mars, els rierols, les fonts i de la pluja.
Al nord d'Àfrica es dedica a ell un ritu conegut com a Tislit n Anzar (La núvia d'Anzar) durant els períodes de sequera per a demanar la pluja. Aquesta tradició ha estat testificada al Rif, a Cabília, a l'Atles, a Ouarsenis i als Aurès. Els ritus per fer ploure han sigut testificats des de l'antiguitat al nord d'Àfrica; per exemple, Tertul·lià parla d'una «Virgo Caelestis pluviarum pollicitatrix» (la verge/núvia celestial de la pluja) (Apologeticus, 23); Cassi Dió informa d'un episodi en què un comandant militar romà, amb problemes d'aigua en les zones desèrtiques, va obtenir la pluja recorrent a pràctiques màgiques dels pobles indígenes (Història romana 60, 9).

## La llegenda d'Anzar
«Havia un personatge anomenat Anzar. Era el Senyor de l'aigua. Volia casar-se amb una noia de bellesa meravellosa: la lluna brillava al cel, de manera que va brillar a la terra. La seva cara era resplendent, la seva roba era de seda brillant. Solia banyar-se en un riu amb reflexos platejats. Quan el Senyor de l'aigua va baixar a la terra i es va acostar a ella, ella es va espantar i es va retirar.
Un dia ell li va dir:
| « | (amazic) Aqli gezmeɣ-d igenwan a yiwen n yitran efk-iyi akeğud im fkan neɣ am kkseɣ aman | (català) Com un raig he creuat els cels. Oh estrella entre les estrelles! Dona'm el tresor que tens. En cas contrari, et privaré d'aquesta aigua. | » |

La noia li respongué:
| « | (amazic) Ttxil-k, ay Agellid n waman a butɛesabt n lmerjan nekk i keč iwumi yid fkan meɛna ugadeghi imennan | (català) Si us plau, Senyor de l'aigua, el de la corona de corall. Ho sé, estem fets un per l'altre, però tinc por del que dirà la gent. | » |

Amb aquestes paraules, el Senyor de l'aigua de sobte va girar l'anell que portava al dit, el riu es va assecar sobtadament i va desaparèixer. La noia va cridar i es va fondre en llàgrimes. Llavors es va treure el seu vestit de seda i es va quedar nua. I va cridar al cel:
| « | (amazic) Ay Anzar, ay Anzar ay ajeğğig uzaɣar asif err-as lɛinser ruḥ ad t-err-d ttar | (català) Oh Anzar! oh Anzar! O tu, floriment de les praderes Deixeu que el riu torni a fluir, i vine a prendre venjança! | » |

Immediatament la noia va veure aparèixer el Senyor d'aigua amb l'aspecte d'un llamp i s'aferra a ell. L'aigua va tornar aparèixer al riu i tota la terra va recuperar la seva esplendor primaveral.»

## El ritu
Anzar és una antiga paraula amaziga que en algunes regions encara s'utilitza en el significat de «pluja» (per exemple, a Gerba, Tunísia).
Fins i tot quan el terme ja no existeix, suplantat per altres paraules o préstecs de l'àrab, el nom d'Anzar és conegut i utilitzat durant certes cerimònies associades a la pluja. Són certament ritus preislàmics i molts consideren que Anzar és una divinitat antiga de l'aigua i la pluja, tot i que aquest nom no figura entre les moltes deïtats de l'Àfrica del Nord que es remunten als texts grecs i llatins de l'antiguitat.
El personatge central d'aquests ritu és Talghonja, anomenada Tislit n Wanzar (La núvia d'Anzar), que antigament era una noia de carn i ossos, però actualment s'ha substituït per una de nina sovint feta d'una cullera de fusta (aɣenja) vestida amb vestits de núvia. Aquesta «núvia d'Anzar» es devia presentar nua al seu nuvi, amb la finalitat de demanar la seva descendència a la terra.
Quan la terra es torna dura i es pot dir que hi ha «sequera» (aɣurar), els ancians es reuneixen per preparar el dia per celebrar Anzar. El dia establert, totes les dones, joves i ancians, surten acompanyats amb els nens i cantant:
| « | (amazic) Anzar! Anzar! ay Agellid, rez d aɣurar, A ttebb nneɛma n wedrar, A ternu tin uzaɣar... | (català) Anzar, Anzar! Oh Rei, atura la sequera, i que el blat maduri a la muntanya, així com a la plana... | » |

Al mateix temps porten en professó a una jove noia púber i bonica, pintada amb henna (حِنَّاء) i adornada amb les joies més boniques, vestida com una núvia que es casa (tislit). 

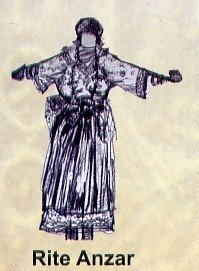
Cullera que representa la núvia d'Anzar

La dona que prepara a «la núvia d'Anzar» és la llevadora del poble, una dona molt estimada per tots i de conducta irreprotxable. Ella dona a la núvia una cullera (aɣenja). Llavors la llevadora carrega la «la núvia d'Anzar» a la seva espatlla, i la núvia, amb la cullera a la mà, no deixa de repetir:
| « | (amazic) Ay Anzar, aɣenja yekkaw iɣab uzegzaw. Amɣar yekna, Isawl-as d uzekka. Taɛbbut tuqqur aya, ulac dakira. Tislit ɣur k teɛna, ay Anzar, imi k tebɣa. | (català) Oh Anzar, la cullera està seca tot rastre de verd ha desaparegut. El vell que està corbat pels anys, la tomba el crida. El meu ventre ja és estèril, sense fecundació. La teva núvia t'invoca, oh Anzar, perquè ell et vol. | » |

La núvia es acompanyada per una llarga processó formada per tota la gent del poble. A cada porta, davant la qual passa la processó, s'uneixen amb ella nous membres, cantant també:
| « | (amazic) Anzar! Anzar! ay Agellid, rez d aɣurar, A ttebb nneɛma n wedrar, A ternu tin uzaɣar... | (català) Anzar, Anzar! Oh Rei, atura la sequera, i que el blat maduri a la muntanya, així com a la plana... | » |

Al llarg de la professó, el seguici rep sèmola, carn fresca o seca, ceba, sal... Les famílies visitades mullen la processó amb aigua, especialment a la núvia que porta la processó. Quan arriba a la mesquita o a un santuari, les dones baixen la núvia. Després es cuina tot el que el seguici ha recollit i tots els assistents participen en un banquet. Després d'això, els plats es renten al lloc i l'aigua s'aboca a un canal. Després d'això, la llevadora s'emporta la roba a la núvia, deixant-la totalment nua. La noia porta una xarxa per transportar farratge, que significa que no hi ha vegetació, no hi ha més productes a la terra, de manera que la gent es veu obligada a menjar farratge sec. Llavors gira set vegades al voltant del santuari (o on se celebra l'Anzar) mentre sosté la cullera davant d'ella, com si demanés aigua. Mentre camina, va repetint:
| « | (amazic) Ay at waman, awi-t-id aman, nefka tarwiḥt i wit yebɣan. | (català) Oh home d'aigua, dona'ns aigua, Ofereixo la meva vida a qui la vulgui. | » |

Per això l'anomenen «la núvia d'Anzar». Un cop que s'ha ofert a Anzar, finalitza el seu recorregut pel santuari, i diu:
| « | (amazic) Ssukk aɣ d tit af tmurt, Udm-is yennezruref. izeri deg ɣzer yeqqur, isegmi nedḥus yekref. Ay Anzar, fk aɣ d afus ik, yeɛni ljid aɣ yanef? Sliɣ tamurt tetnizzif, bḥal ameḥbus g ttiq. Taylewt ur d ttudum, kul ires la yečeqqiq. Uzenɣ ak in, ay Anzar, Zdat ak ay lliɣ d ariq. Yeqqur wemdun yettafwar, yeqql i iselman d azekka. Yeqqim umeksa yendel, tura rɣan akw ikussa. Tajemmaɛt texla telluz, Tḥers-iyi amzun d talafsa. | (català) Vaig girar la mirada al terra, la seva cara és dura i àrida. No hi ha ni una gota d'aigua a la riera. L'arbust del jardí s'ha endurit. Ay Anzar, acudeix a la nostra ajuda, No voldràs abandonar-nos, oh noble? Escolto els gemecs de la terra, similars als del presoner en l'opressió. No surt ni una gota dels pous, el fang està ara tot esquerdat. M'inclino a la teva voluntat, oh Anzar, perquè davant teu no sóc res. L'estany es buit i s'evapora, es converteix en una tomba per als peixos. El pastor està trist, ara que l'herba es crema. La xarxa de farratge està buida, té gana ... m'abraça como ho faria una hidra. | » |

després d'això, les dones reunides al santuari canten la següent cançó:
| « | (amazic) Ay Anzar, a buwul esxay, yeqqel wasif d aqerqar. Tasarut aṭan ɣur k, Txil-k, lli d lɛinser. Lqaɛa čehheq, Gar-as idim ik g zar. Ay Agellid, ay Anzar, teɣli tyemmat tamurt: fellak ay tuɣ sseber, akken tuɣ lɣiba n lqut. ččar d s tidi k iɣzer, ad tali tudert zdat n lmut. Ay Anzar, a butezmert, a win izerrɛen lerwax. fellasen kkes tamrart, d keči d ddwa n lejraḥ. Tamurt ad ters am tegmert, S tirza k i tferreḥ. Ay Anzar, mmis ucacfal, Tamaɛict ik ger yetran, tajmilt atbin inek, ma tefkid aɣ id aman. Ay Anzar, ay Agellid, Sserr-ik ḥed ur-t-yesɛi. Tuɣed taqcict am tyaqut, tema amzur d imleɣwi. Aṭan, eg-as afriwen, kecmet deg igenni, ruḥet. Aff am tlaba reqqiqen, I tennid I wi fuden: Swet. | (català) Oh Anzar del cor generós, el riu no és res més que sorra seca. Tu tens la possessió de la clau, si us plau, allibera la font. La terra agonitza, injecta la teva sang a les seves arrels. Oh rei, Oh Anzar, La nostra mare, la terra, no té força. Té confiança, compta amb tu, ha acceptat la manca d'alimentació. Omple el riu amb la teva suor, i la vida triomfarà sobre la mort. Oh Anzar, oh poderós, tu que dones la vida als homes, allibera'ls dels seus llaços, tu, remei de les ferides. La terra s'espera, com un cavall, a l'alegria de la teva vinguda. Oh Anzar, estirp de gegants, tu que vius entre les estrelles. La nostra gratitud segurament et serà adquirida, si ens dones aigua. Oh Anzar, oh rei, el teu encant no té paral·lel. Et vas casar amb un jove, una preciosa perla, de cabells suaus i fins. Aquí està: proporciona-li ales, i anirà volant cap al cel: anirà. Gràcies a ella, adornada de teixits fins, podràs dir als assedegats: beveu! | » |

Mentrestant, algunes noies casades es reuneixen amb «la núvia d'Anzar», sempre completament nues, i comencen a jugar a un joc de pilota anomenat zerzari; es reuneixen en un lloc pla, no gaire lluny del santuari o la mesquita, cadascuna amb un pal (semblant al que s'utilitza al hoquei), sostenint la pilota fins que entra al forat preparat a aquest efecte. Durant tot aquest temps, la noia repeteix:
| « | (amazic) Nekk d tmurt d takniwin, nuɣ argaz ur t nzerr? Ur nɛab, ur tiɛiqrin, meɛna tasarut d irza i tzekkar. Iffan nneɣ qquren... ulac ff ara d neggin. | (català) La terra i jo som co-esposes ens vam casar amb un home sense veure'l? No estem malaltes ni som estèrils, però la clau està bloquejada al pany. Els nostres pits ja no donen llet... i d'altra banda, com podria ser? | » |

Quan la pilota entra al forat, diu:
| « | (amazic) Fkiɣ afus ar zdat i Temmugar-iyi d dunit. Yuɣal d ar deffir Yufa d d nekkini... D iman-iw iyi-d-yeṭfen, ay Anzar, ay Agellid n lɛali, D tarwiḥt iw i yeɛzizen... ma icred it-id, a t yawi! | (català) Estiro la mà cap endavant, i només puc trobar el buit. La meva mà busca cap enrere, i només em trobo a mi. No em queda res fora de mi... Oh Anzar, oh rei molt bo, m'estimo la meva vida... però si ho vols, agafa-la també! | » |

I les noies que havien participat en el joc li responen:
| « | (amazic) Neqda d taɣawsa taryalt tuɣ lmekna. Agellid yers d ar lqaɛa, tislit tsebbeb terda. Ay Agellid, awi d lehwa, annaɣ tfud lqaɛa, akkn ad tefk ssaba, akkenni ad tefkam dakira. | (català) Hem aconseguit el nostre objectiu la pilota està al seu lloc. El Rei ha descendit a la terra. la núvia és submisa i l'ha acceptat. Oh Rei, dona'ns pluja, ho veus, la nostra terra té set. Així doncs, ens donaràs una bona collita, així com has donat una progènie. | » |

La pilota és enterrada en el forat excavat abans del partit. Totes les dones tornen al poble abans del capvespre. La pluja havia de baixar del cel uns dies després de la celebració d'Anzar.
En el moment en què les famílies d'At Qasi i At Djennad lluitaven contra els otomans, els marabuts (مربوط) van posar fi a l'antiga processó (tal com s'ha descrit aquí). No obstant això, alguns pobles van continuar la processó «antiga», mentre que altres van cessar immediatament per por de la maledicció dels marabuts. En aquest últim cas, simplement portaven la cullera adornada a la processó com si fos la núvia. El ritual és gairebé el mateix, excepte el despullament deliberat, que ja no és necessari. Quan s'acaba el banquet, són els nois qui juguen al zerzari. Al final de la cerimònia, el propietari de la cullera la guarda per a la propera celebració.
Actualment, el ritu s'ha integrat parcialment a la religió islàmica i la processó es realitza en general en llocs sagrats, com santuaris o tombes de marabuts locals. Fa temps, quan el ritu encara no s'havia integrat a l'islam, sembla que a més de la processó de la noia nua també hi havia un veritable coit ritual (hierogàmia) de la noia verge amb un noi de poble que simbolitzava la deïtat.